# Габіден Мустафін
Мустафін Габіден (каз. Ғабиден Мұстафин; 13 листопада [26 листопада] 1902, Тельманський район, Карагандинська область — 20 січня 1985 року, Алма-Ата, Казахська РСР) — казахський радянський письменник, громадський діяч, член-кореспондент АН Казахської РСР (1958), член ЦК КП Казахстану.
З роду Куандик племені Аргин Середнього жуза.
У зв'язку з переселенням з Росії селян, в 1907 році шістдесят будинків представників роду Елібай (в тому числі і сім'я Габідена) змушені були перекочувати в містечко Кокталжарик, яке розташовувалося на схід від Спаського заводу. Грамоті десятирічний Габіден навчився у аульного мулли, російській мові вивчився у заводського табельщика Джусупа Маукумова. Був прийнятий в четвертий клас п'ятирічної російсько-казахської школи Спаського заводу. Після двох років навчання повернувся в рідний аул.
У 1925 році поїхав вчитися до столиці Казахської АРСР, Кизил-Орди. На робітфак йому вступити не вдалося, і він влаштовується працювати реєстратором до Верховного суду Казахстану. У радянській канцелярії майбутній письменник став дослідником людських драм, трагедій, соціальних конфліктів. У Верховному суді республіки через його руки проходять скарги, прохання, заяви. Це була панорама народного життя в рідному степу. Він став поміщати невеликі статті в газету «Енбекші қазақ».
- У 1927 році, в журналі «Ранні птахи», друкується перше оповідання Мустафіна «Сарсен і Мукаш».
- У 1929 році в Кизил-Орді вийшла перша збірка оповідань «Ер Шойын».
- У 1930 році переїздить до Караганди.

На початку 1933 року за рішенням місцевої Ради висунутий на посаду відповідального секретаря газети «Пролетаріат Караганди». Незабаром його перевели до Новосибірська, де стала виходити казахською мовою газета «Кизил ту».
З 1938 року живе в Алма-Аті і працює в редакції журналу «Адебиет майданы».
У 1940 році стає головним редактором журналу. В цей же рік виходить у світ його перший роман «Життя або смерть», про становлення Карагандинського вугільного басейну. У 1940 році вступив в КПРС.